# Тихомирова, Анна Валерьевна
А́нна Вале́рьевна Тихоми́рова (род. 4 декабря 1984, Самара) — российская спортсменка, игрок в настольный теннис, член национальной сборной России. Бронзовый призёр чемпионатов Европы 2013 и 2015 года, многократная чемпионка России. Участница Олимпийских игр 2012 года в Лондоне. Мастер спорта России международного класса.
Правша, использует европейскую хватку. Играет ракеткой с основанием Kong Linnghui и гладкими накладками: Tenergy 05 на форхэнде и Bryce Speed FX на бэкхенде.
Самой высокой позицией в мировом рейтинге Международной федерации настольного тенниса (ITTF) было 53 место в августе 2012 года.

## Биография
В настольный теннис Анна Тихомирова начала играть во втором классе, в секцию её записали родители. Первый тренер — Михаил Михайлович Гаврилов. В дальнейшем тренировалась под руководством Виктора Поликарповича Павленко в самарской спортшколе СДЮШОР-12. Выпускником этой же спортшколы является известный российский теннисист Алексей Смирнов. Мастером спорта стала в 13 лет.
Участница российской команды на Олимпийских играх 2012 года в Лондоне.
В 2014 году Анне Тихомировой присвоено звание мастера спорта России международного класса.
Замужем за российским теннисистом Игорем Рубцовым, имеет дочь.

## Спортивные достижения

### Чемпионаты Европы
Анна Тихомирова является дважды бронзовым призёром европейских чемпионатов в командном разряде (2013, 2015). В 2013 году вместе с ней за сборную России выступали Яна Носкова, Елена Трошнева, Полина Михайлова и Ольга Баранова. В 2015 году в состав команды входили Яна Носкова, Полина Михайлова, Мария Долгих и Юлия Прохорова.

### Чемпионаты России
Анна Тихомирова — трёхкратная чемпионка России в одиночном разряде: она первенствовала в 2010, 2012 и 2020 годах. Выступая в паре с Анастасией Вороновой, два года подряд — в 2007 и 2008 годах — выигрывала чемпионат России в парном разряде. Является двукратной чемпионкой России в миксте: в паре с Денисом Гавриловым — в 2007 году, и в паре с Игорем Рубцовым — в 2010 году. Трижды была чемпионкой России в командном разряде: в 2004 году в составе команды Самарской области, в 2012 году и в 2016 годах — в составе команды Москвы.
| Разряды | Одиночный  | Парный | Микст  | Командный |
| ------- | ---------- | ------ | ------ | --------- |
| 2000    | 15         |        |        | Бронза    |
| 2001    | 9          | Бронза |        |           |
| 2002    | 6          |        | Бронза |           |
| 2003    | 8          | Бронза |        | 7         |
| 2004    | Бронза     |        |        | Золото    |
| 2005    | 12         |        |        | Бронза    |
| 2006    | 13         |        |        | Бронза    |
| 2007    | Бронза     | Золото | Золото | 5         |
| 2008    | Бронза     | Золото |        |           |
| 2009    | Серебро    |        |        | 5         |
| 2010    | Золото     |        | Золото |           |
| 2012    | Золото     |        |        | Золото    |
| 2015    | Серебро    |        |        |           |
| 2016    | 9—16 место |        |        | Золото    |
| 2020    | Золото     |        |        | Бронза    |